# Yannik Omlor
Yannik Omlor (* 3. September 1996 in Hanau) ist ein deutscher Squashspieler.

## Karriere
Yannik Omlor begann 2006 in Stuttgart mit dem Squashsport. Ab 2015 begann er auf der PSA World Tour zu spielen, seit 2019 auch als Profi, und gewann auf dieser bislang drei Titel. Seine beste Platzierung in der Weltrangliste erreichte er mit Rang 79 am 8. Mai 2023. Mit der deutschen Nationalmannschaft nahm er seit 2017 an sechs Europameisterschaften teil. 2023 und 2024 gehörte er auch zum deutschen Kader bei einer Weltmeisterschaft.
2019 wurde er Deutscher U23-Meister. Er ist Sportsoldat der Bundeswehr. In der 1. Squash-Bundesliga spielt er für Black & White RC Worms.

## Privates
Omlor absolvierte 2016 sein Abitur und ist gelernter Mediengestalter.

## Erfolge
- Gewonnene PSA-Titel: 3